# NGC 6327
NGC 6327 ist eine 15,0 mag helle kompakte Galaxie vom Hubble-Typ C im Sternbild Herkules am Nordsternhimmel. Im selben Himmelsareal befinden sich u. a. die Galaxien NGC 6323, NGC 6329, NGC 6332, IC 4645.
Das Objekt wurde am 18. Juli 1876 von Édouard Stephan entdeckt.